# Ley sobre el Escudo, la Bandera y el Himno Nacionales (México)
La Ley sobre el Escudo, la Bandera y el Himno Nacionales es un conjunto de normas y directrices aprobadas por el gobierno mexicano concernientes a las características, exhibición y uso de la bandera, el escudo y el himno nacionales de México. La ley original fue aprobada el 8 de febrero de 1984 en el Congreso de la Unión durante el gobierno del entonces presidente Miguel de la Madrid Hurtado.

## Contenido
La ley se compone de setenta artículos, repartidos en ocho capítulos. Al final de la misma se encuentran los artículos y disposiciones transitorios referentes a las actualizaciones y su aplicación a lo largo de su historia.

### Capítulo 1.º
Este capítulo se compone de un artículo, el cual especifica que los símbolos patrios mexicanos son su Bandera, su Escudo y su Himno Nacional (escritos con mayúsculas iniciales, tal como se mencionan en dicha ley). Asimismo, describe el alcance de aplicación de la ley.

### Capítulo 2.º
Consta de tres artículos con descripciones de cada símbolo patrio. El artículo 2.º de la ley describe al Escudo Nacional, el artículo 3.º describe a la Bandera y el artículo 4.º al Himno Nacional. Asimismo, en cada artículo se indica dónde serán guardadas las muestras o copias de cada uno de ellos.

### Capítulo 3.º
Consta de dos artículos en los cuales se describe el uso y la difusión del Escudo Nacional.
El artículo 5.º afirma que el escudo nacional será hecho de acuerdo a la descripción contenida en el capítulo 2.º de esta ley. En el 6.º se detallan las personas y los artículos autorizados para usar el Escudo.

### Capítulo 4.º
Este capítulo se compone de treinta y un artículos. En ellos se detalla el uso de la Bandera Nacional incluyendo las formas y fechas de izada, así como de sus representaciones y honores.

### Capítulo 5.º
Se compone de trece artículos en los cuales se describen las formas, los ámbitos y las condiciones de la ejecución y la difusión del Himno Nacional.

### Capítulo 6.º
Este capítulo se refiere a las disposiciones generales de la ley, contenidas en seis artículos.

### Capítulo 7.º
En este capítulo se describen, los derechos, cuales son las autoridades encargadas de vigilar el cumplimiento de la ley, así como las sanciones aplicables por desacato a la misma.

### Capítulo 8.º
El Escudo Nacional está constituido por un águila mexicana, con el perfil izquierdo expuesto, la parte superior de las alas en un nivel más alto que el penacho y ligeramente desplegadas en actitud de combate; con el plumaje de sustentación hacia abajo tocando la cola y las plumas de ésta en abanico natural.

### Capítulo especial
En este capítulo se reproducen el texto y las notas musicales del Himno Nacional. Así mismo, contiene dos artículos regulatorios del uso y reproducción de la Bandera y el Himno Nacionales en competencias deportivas y usos comerciales.